# Biblioteca Nacional de Polonia
La Biblioteca Nacional de Polonia (en polaco: Biblioteka Narodowa [ˌbʲiblʲjɔˈtɛka narɔˈdɔva]) es la biblioteca central de Polonia, directamente subordinada al Ministerio de Cultura y Patrimonio Nacional de Polonia.
La biblioteca colecciona libros, publicaciones periódicas, electrónicas y audiovisuales publicados en el territorio nacional de Polonia, así como los polónica (composiciones o canciones para laúd polacas) publicados en el extranjero. Es la biblioteca de investigación en humanidades más importante del país, el principal archivo de la literatura polaca y el centro de información bibliográfica del estado. Desempeña también un papel significativo como institución de investigación científica y es un centro metodológico importante para otras bibliotecas polacas.
Desarrolla también una actividad editorial: publica libros y revistas científicas: "Polish Libraries", "Rocznik Biblioteki Narodowej" (Anuario de la Biblioteca Nacional) y "Notes Konserwatorski" (Cuaderno de conservación).
La Biblioteca Nacional recibe una copia de cada libro publicado en Polonia en virtud del depósito legal.
Es una de las instituciones polacas que con sus donaciones de libros contribuyen a la Biblioteca Polaca Ignacio Domeiko.

## Historia
La historia de la Biblioteca Nacional se remonta al siglo XVIII (Biblioteca Załuski). En virtud de una ley del parlamento, desde 1780 aquella biblioteca tuvo derecho a recibir un ejemplar de cada libro impreso en Polonia. Sin embargo, la colección de los Załuski fue confiscada por las tropas de la zarina rusa Catarina II como resultado del segundo repartimiento de Polonia y fue enviada a Petersburgo, donde los libros pasaron a formar parte de la Biblioteca Pública Imperial en el momento de su formación en 1795. Fragmentos de la colección fueron dañados o destruidos debido a la falta de cuidado durante el despojo y transporte de la biblioteca a Rusia, y muchos fueron robados.
Por eso, cuando Polonia recuperó la independencia en 1918, no hubo institución central que pudiera servir como biblioteca nacional. El 24 de febrero de 1928, en virtud de un decreto del presidente Ignacy Mościcki, se creó la Biblioteca Nacional en su forma moderna. Se abrió en 1930 y en un principio albergó 200 mil volúmenes. Su primer director general fue Stefan Demby, a quien sucedió en 1934 Stefan Vrtel-Wierczyński. Las colecciones de la biblioteca rápidamente crecieron, p.ej. en 1932 el presidente Mościcki donó a la biblioteca todos los libros y manuscritos del Museo del Palacio de Wilanów, aproximadamente 40 mil volúmenes y 20 mil dibujos de la colección de Stanisław Kostka Potocki.
Al principio la Biblioteca Nacional no tenía su propia sede, por eso los fondos tenían que ser almacenados en varios lugares. La principal sala de lectura estuvo ubicada en el recién construido edificio de la Escuela de Economía de Varsovia. En 1935 el Palacio Potocki de Varsovia albergó las colecciones especiales. Un nuevo edificio construido precisamente para la biblioteca fue planeado en donde hoy es el Pole Mokotowskie, en el proyectado "Distrito Gubernamental" de carácter monumental. Sin embargo, su construcción fue impedida por el estallido de la Segunda Guerra Mundial.
Antes de la Segunda Guerra Mundial, las colecciones de la biblioteca se componían de:
- 6,5 millones de libros y revistas del siglo XIX y XX

- 3 000 impresos antiguos

- 2 200 incunables

- 52 000 manuscritos

- mapas, documentos iconográficos y partituras

En 1940 los ocupantes nazi convirtieron la Biblioteca Nacional en la Biblioteca Municipal de Varsovia y la dividieron de la siguiente manera:
- Departamento de libros para alemanes (ubicado en el edificio de la Universidad de Varsovia)

- Departamento de acceso restringido, con libros que no eran accesibles para los lectores (ubicado en la entonces sede principal de la biblioteca – la Escuela de Economía)

- Todas las colecciones especiales de varias agencias e instituciones varsovianas (ubicadas en el edificio de la Biblioteca de los Krasiński)

En 1944 las colecciones especiales fueron incendiadas por los ocupantes nazis como parte de las represalias después del Levantamiento de Varsovia. Fueron destruidos 80 000 impresos antiguos, incluidos inestimables polonica de los siglos XVI-XVIII, 26 000 manuscritos, 2 500 incunables, 100 000 dibujos y grabados, 50 000 partituras de música impresa y documentos teatrales. Se estima que de los más de 6 millones de volúmenes guardados en las mayores bibliotecas de Varsovia en 1939, 3,6 millones de volúmenes fueron perdidos durante la Segunda Guerra Mundial, de los que una parte considerable perteneció a la Biblioteca Nacional.
Sufrió una pérdida de hasta el 78 % de sus colecciones durante la Segunda Guerra Mundial.
Biblioteka reanudó sus operaciones en 1945. A Polonia volvieron las colecciones llevadas a Alemania y Austria, así como los fragmentos salvados de las colecciones de, entre otras, las bibliotecas de Krasiński y Przezdziecki. En 1959 de Canadá volvieron los Sermones de Santa Cruz (Kazania świętokrzyskie), El salterio floriano (Psalterium trilingue – The Sankt Florian Psalter, Psałterz floriański) y los manuscritos de Fryderyk Chopin.
Entre 1962-1976 en la avenida Niepodległości 213 se erigió un nuevo complejo de edificios.
Colecciones
Actualmente las colecciones de la Biblioteca Nacional son unas de las más numerosas del país. De entre más de 8 500 000 unidades guardadas a finales de 2016 en los depósitos de la biblioteca, había más de 162 000 volúmenes de impresos editados antes de 1801, más de 26 000 unidades de manuscritos (incluidos más de 7000 manuscritos musicales), más de 120 000 impresos musicales, así como 485 000 grabados.
La Biblioteca conserva también fotografías y otros documentos iconográficos, más de 130 000 atlases y mapas, más de 2 000 000 de unidades de documentos de vida social (folletos, carteles, ephemera etc.), más de 2 000 000 libros y más de 1 000 000 de títulos de revistas de los siglos XIX-XXI.
Entre las más notables obras de la colección destacan 151 hojas del Codex Suprasliensis, que en 2007 fue incluido en el Registro de la Memoria del Mundo de la UNESCO en reconocimiento de su significado supranational y supraregional.
En 2012 la Biblioteca firmó un acuerdo para agregar a Worldcat 1,3 millones de registros procedentes de bibliotecas polacas.